# Paris–Nice
Paris–Nice är ett 8-dagars etapplopp i cykel som körs varje år i mars månad mellan de franska städerna Paris och Nice. På senare år har dock starterna skett något utanför själva staden Paris. Paris–Nice brukar kallas "loppet till solen" eftersom det körs från norra Frankrike ner till Rivieran där det ofta är varmt redan i mars.

## Historik och vinnare
Den första upplagan av Paris–Nice kördes 1933 med belgaren Alfons Schepers som vinnare. Tävlingen skapades av Albert Lejeune, ägare av tidningen Le Petit Journal. Tävlingen kunde dock inte köras varje år därpå på grund av krig, loppet var inställt varje år mellan 1940 och 1951, förutom 1946 när loppet kunde genomföras. Italienaren Fermo Camellini vann tävlingen det året. Paris–Nice döptes om till Paris–Côte–d’Azur 1951-1953. 1959 utsträcktes loppet till Rom och förutom en totalsegrare i Paris–Nice–Roma, som blev Jean Grackzyk. utsågs också en vinnare Paris–Nice, även detta blev Jean Grackzyk, medan Gerard Saint vann delsträckan Menton–Roma (och blev tvåa i hela loppet).
Den mest framgångsrike cyklisten i Paris–Nice är irländaren Sean Kelly som vann loppet sju gånger i följd från 1982 till 1988. 
Jacques Anquetil vann tävlingen fem gånger, medan Eddy Merckx, Joop Zoetemelk och Laurent Jalabert vann den tre gånger under sina karriärer.

### Organisation
Tävlingen organiseras av Amaury Sport Organisation (ASO), som även organiserar Tour de France och Paris-Roubaix, men också tävlingar i andra idrotter som Dakarrallyt och Paris Marathon. Loppet ingår i UCI ProTour sedan säsongen 2005, med uppehåll under 2008 när ASO och Union Cycliste Internationale (UCI) hade en konflikt varför ProTour inte existerade under säsongen.

### Dödsolycka och hjälmtvång
Kazaken Andrej Kivilev avled den 12 mars 2003 efter en olycka under etapploppet, då han ramlat och slagit i huvudet utan hjälm. Dödsfallet ledde till tvång av hjälmanvändningen för alla tävlingscyklister. Samma år som Kivilev avled vann landsmannen Aleksandr Vinokurov tävlingen, som också vann tävlingen under 2002, till ära av sina avlidna kamrat.

## Podieplaceringar
| 1940-1945 |

| 1947-1950 |

## Dopningsfall
Jan Janssen (1969), Roger Legeay (1974), Bernard Thévenet (1977), Marcel Tinazzi (1982), Luca Colombo (1997), Erwann Menthéour (1997), Mauro-Antonio Santaromita (1997), Vincente David Bernabeu Armengol (2003) och Rui Lavarinhas (2003) har alla testats positivt för olika sorters dopning under Paris-Nice.